# زیردریایی یو-۱۲ (۱۹۳۵)

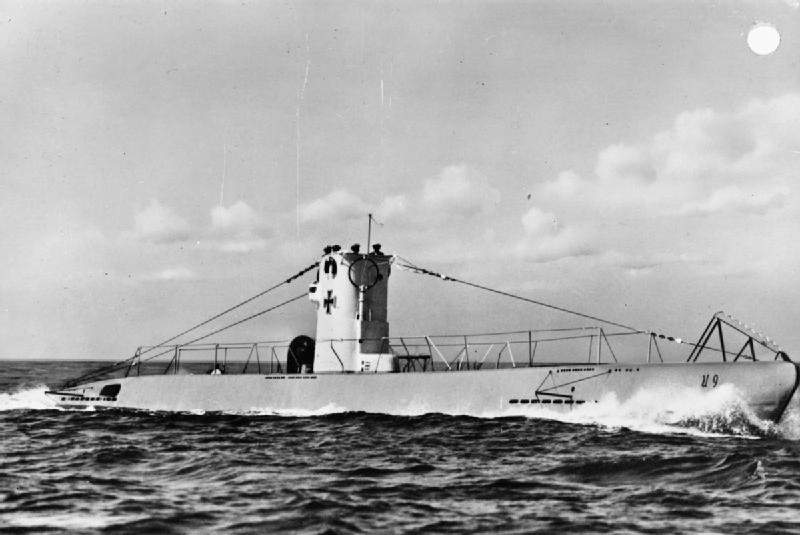
زیردریایی یو-۱۲ (۱۹۳۵)

زیردریایی یو-۱۲ (۱۹۳۵) (به انگلیسی: German submarine U-12 (1935)) یک زیردریایی است که طول آن ۴۲٫۷۰ متر (۱۴۰ فوت ۱ اینچ) می‌باشد. این زیردریایی در سال ۱۹۳۵ ساخته شد.